# Skoky do vody na Letních olympijských hrách 1996
Skoky do vody na Letních olympijských hrách 1996 probíhaly v bazénu Georgia Tech Aquatic Center v Atlantě.

## Medailisté

### Muži
| Kategorie | Zlato                        | Stříbro                    | Bronz                                     |
| --------- | ---------------------------- | -------------------------- | ----------------------------------------- |
| Prkno 3 m | Siung Ni · Čína (CHN)        | Jü Čuo-čcheng · Čína (CHN) | Mark Lenzi · Spojené státy americké (USA) |
| Věž 10 m  | Dmitrij Sautin · Rusko (RUS) | Jan Hempel · Německo (GER) | Siao Chaj-liang · Čína (CHN)              |

### Ženy
| Kategorie | Zlato                    | Stříbro                          | Bronz                                              |
| --------- | ------------------------ | -------------------------------- | -------------------------------------------------- |
| Prkno 3 m | Fu Ming-sia · Čína (CHN) | Irina Laškovová · Rusko (RUS)    | Annie Pelletierová · Kanada (CAN)                  |
| Věž 10 m  | Fu Ming-sia · Čína (CHN) | Annika Walterová · Německo (GER) | Mary Ellen Clarková · Spojené státy americké (USA) |

## Přehled medailí
| Pořadí | Země                         | Zlato | Stříbro | Bronz | Celkově |
| ------ | ---------------------------- | ----- | ------- | ----- | ------- |
| 1.     | Čína (CHN)                   | 3     | 1       | 1     | 5       |
| 2.     | Rusko (RUS)                  | 1     | 1       | 0     | 2       |
| 3.     | Německo (GER)                | 0     | 2       | 0     | 2       |
| 4.     | Spojené státy americké (USA) | 0     | 0       | 2     | 2       |
| 5.     | Kanada (CAN)                 | 0     | 0       | 1     | 1       |